# Suzy Elmiger
Suzy Elmiger (* 20. Jahrhundert) ist eine US-amerikanische Filmeditorin.
Suzy Elmigers Arbeit begann Mitte der 1980er Jahre als Schnitt-Assistentin. Anfang der 1990er Jahre wurde sie als Editorin tätig, dabei für Regisseure wie Robert Altman, Alan Rudolph und Stanley Tucci. Insgesamt wirkte sie bei mehr als 35 Film und Fernsehproduktionen mit. Für die New Yorker Filmhochschule Tisch School of the Arts wird sie regelmäßig als Gastdozentin angefragt.

## Filmografie (Auswahl)
- 1993: Short Cuts
- 1994: Prêt-à-Porter
- 1994: Mrs. Parker und ihr lasterhafter Kreis (Mrs. Parker and the Vicious Circle)
- 1996: Big Night
- 1997: Liebesflüstern (Afterglow)
- 1999: Breakfast of Champions – Frühstück für Helden (Breakfast of Champions)
- 2001: Harvard Man
- 2002: Im inneren Kreis (People I Know)
- 2004: Stateside
- 2004: House of D
- 2006: Heavens Fall
- 2008: Zufällig verheiratet (The Accidental Husband)
- 2012: Lola gegen den Rest der Welt (Lola Versus)
- 2018: Die Geiselnahme (Bel Canto)
- 2020: All die verdammt perfekten Tage (All the Bright Places)